# 明新科技大學
明新科技大學（英語：Minghsin University of Science and Technology），正式全名明新學校財團法人明新科技大學，簡稱明新科大。是台灣一所私立科技大學，位於新竹縣新豐鄉，1966年明新工業專科學校成立，1997年改制時名明新技術學院，2002升格為科技大學，定名明新科技大學。現有半導體學院、工程學院、管理學院、民生學院、人文與設計學院、共同教育學院共六個學院。

## 沿革

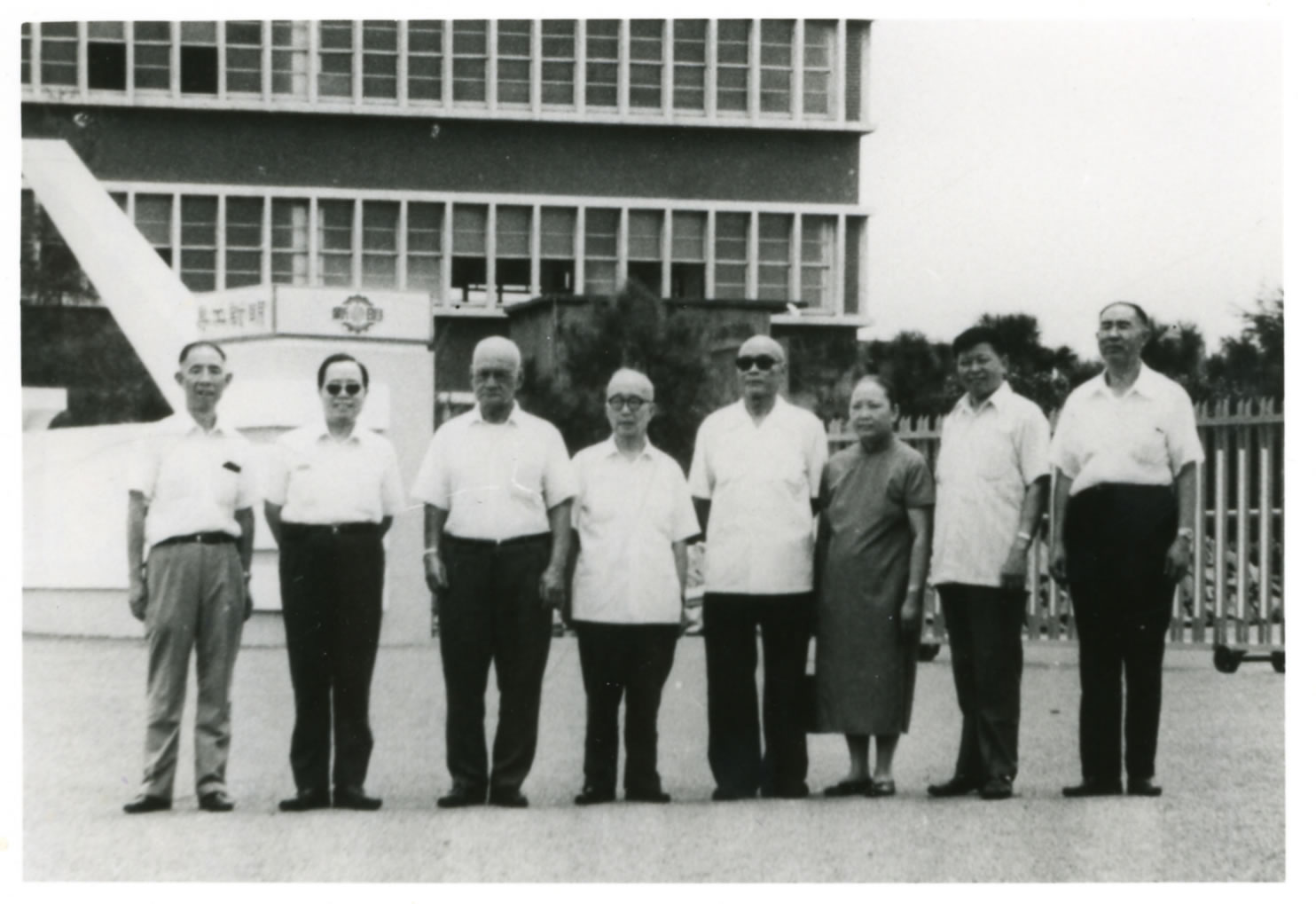
創辦人（左二）與成員合影

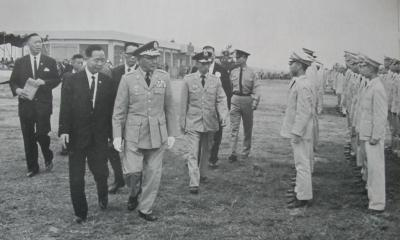
明新工專時期升旗

- 1966年，明新工業專科學校創校[註 1][2]。

- 1993年，改為明新工商專科學校。

- 1997年，改制為明新技術學院，並附設專科部。

- 2002年9月，改名為明新科技大學。

- 2012年8月，人文社會與科學學院改名人文社會學院。

- 2012年，增設學士後行銷與流通管理學士學位學程、學士後旅館管理實務學士學位學程。

- 2013年，停招學士後行銷與流通管理學士學位學程、學士後旅館管理實務學士學位學程。

- 2014年，增設化妝品應用學士學位學程、文化觀光產業學士學位學程、創業與行銷學士學位學程。國際企業系改名行銷與流通管理系。

- 2015年，增設雲端科技與商務應用學士學位學程。
- 2019年，增設多媒體與遊戲發展系。停招文化觀光產業學士學位學程。光電系統工程改名光電工程系、老人服務事業管理系改名樂齡服務產業管理系、旅館事業管理系改名旅館管理與廚藝創意系。財務金融系分設財務金融系創意行銷組、智慧理財組。人文社會學院改名人文與設計學院。化妝品應用學士學位學程自工學院改隸人文與設計學院。
- 2020年，增設時尚造型與設計系。
- 2021年，整合原隸工學院之電機工程系、電子工程系、化學工程與材料科技系、光電工程系，成立半導體學院。成立共同教育學院。

## 學校象徵

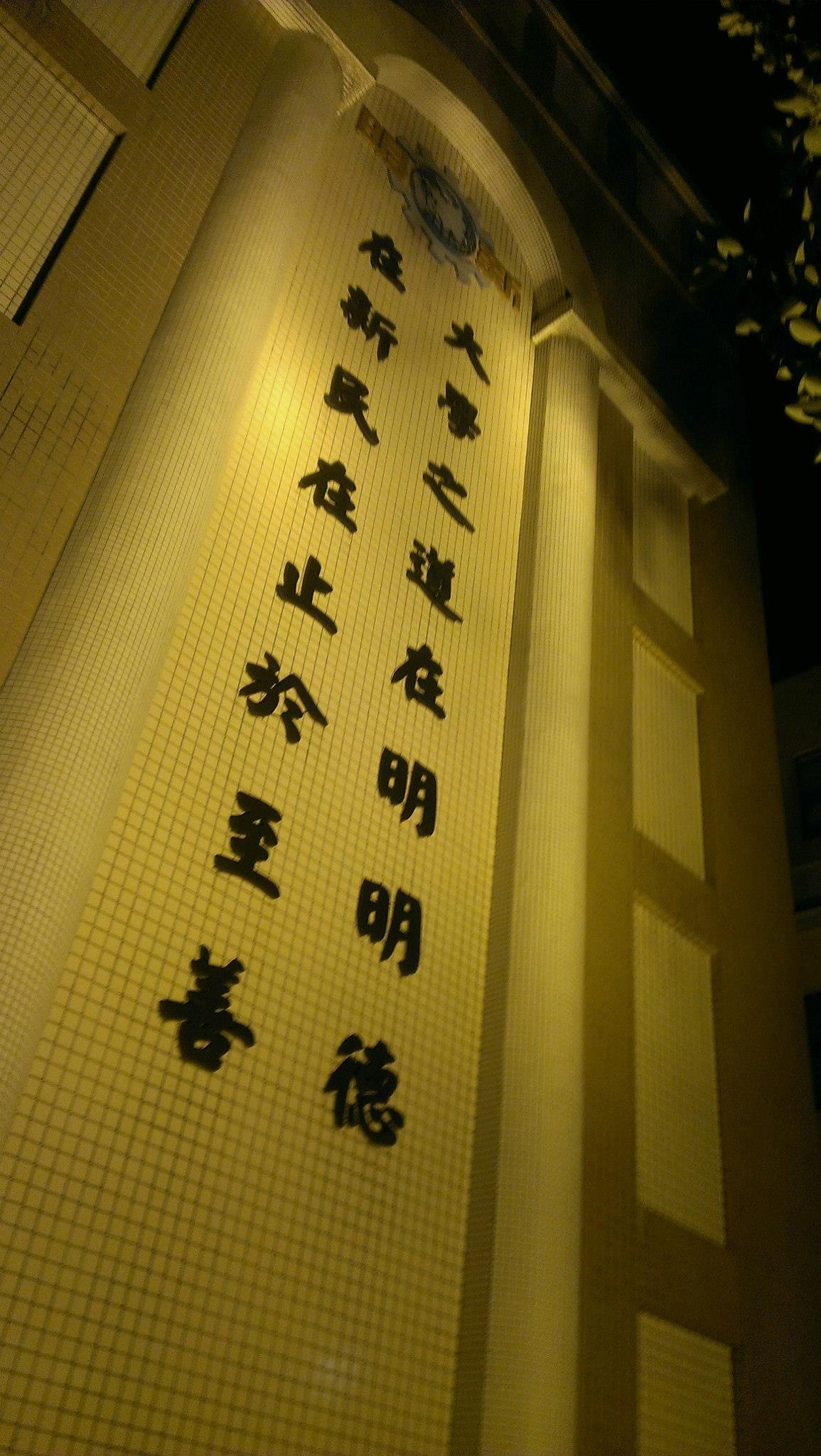
明新科大明學樓之校名釋義

### 校名
明新之名，源自於〈大學〉篇:「大學之道，在明明德，在新民，在止於至善。」用以期盼每位學子能兼具高尚之品德，並成就偉大之人格；造就一個不只限於自身修養性和專業知識性，更要回饋社會服務；以便達到全人之最高境界。

### 願景目標
以下為明新科技大學願景與教育目標，用以期盼能培養學子具有專業技能、團隊精神、人文素養與宏觀服務之科技人才。
- 願景：「深耕在地、放眼國際。」
- 目標：「培養具實務經驗與人文素養之專業人才。」

### 校訓
現行明新科技大學之校訓「堅毅、求新、創造」；為創校人對畢業學子之期許，後成為明新科技大學三大精神指標。
- 堅毅：以期盼學子能朝向自己的理想堅持下去、永不放棄。
- 求新：對於面對社會之事物，應必須具備時時求新之觀念。
- 創造：突破原有現狀，用創新的思維來造就不平凡之事物。

### 校徽
明新科技大學於工專時期校徽以齒輪為主體，象徵隨時代巨輪之推進；而齒輪環邊以紅字「明」、「新」兩字，齒輪口以「專」之字樣；現行校徽將原本象徵工專時期之「專」字更換為以台灣為世界中心並橫跨世界各地之地球儀，符合該校以「深耕在地、放眼國際」之願景目標。
- 正門旁之校訓
- 明新工專時期校徽
- 明新科大現行校徽
- 明新科技大學校旗

### 校旗
明新科技大學校旗為綠底面、黃校徽、紅「明」、「新」字之設計。該校旗內之校徽與現行校徽有不同之處，校旗採衛星環繞地球赤道之設計，而正式校徽則是以台灣為世界中心並橫跨世界各地有明顯不同；明新科技大學校旗常出現的情況大致以校外比賽、服務或研習等活動居多。

## 歷任校長

### 工專時期
| 明新工業專科學校 | 明新工業專科學校 | 明新工業專科學校 |
| 任               | 姓名             | 任期             |
| ---------------- | ---------------- | ---------------- |
| 第一任           | 李鴻超           | 1966年           |
| 第二任           | 陳天志           | 1990年           |
| 第三任           | 林世明           | 不詳             |

### 技術學院時期
| 明新技術學院 | 明新技術學院 | 明新技術學院         |
| 任           | 姓名         | 任期                 |
| ------------ | ------------ | -------------------- |
| 第三任       | 林世明       | 1997年8月－2001年7月 |
| 第四任       | 張光正       | 2001年8月－2002年8月 |

### 科技大學時期
| 明新科技大學 | 明新科技大學 | 明新科技大學          |
| 任           | 姓名         | 任期                  |
| ------------ | ------------ | --------------------- |
| 第四任       | 張光正       | 2002年9月－2005年1月  |
| 代理校長     | 張哲郎       | 2005年2月－2005年6月  |
| 代理校長     | 葉玉莉       | 2005年6月－2005年12月 |
| 第五任       | 林世明       | 2005年12月－2007年3月 |
| 代理校長     | 李小超       | 2007年4月－2007年7月  |
| 第六任       | 楊肇政       | 2007年8月－2010年7月  |
| 第七任       | 馮丹白       | 2010年8月－2013年7月  |
| 第八任       | 袁保新       | 2013年8月－2017年8月  |
| 第九任       | 林啟瑞       | 2017年8月－2020年8月  |
| 第十任       | 劉國偉       | 2020年8月－2024年8月  |
| 代理校長     | 林啟瑞       | 2024年8月 - 2025年1月 |
| 第十一任     | 呂明峯       | 2025年1月－現任       |

## 校園概況

### 海外學生
該校於104學年度統計之外籍學生來自印尼、南韓、馬來西亞、菲律賓、越南等國共計110人，大陸學生（含港澳地區）共計16人。

## 教學環境

### 建築設施
| | |
| - 建築 - 化材館 - 電算中心 - 明德樓 - 鴻超樓 - 明明樓 - 電機館 - 男生宿舍 - 女生宿舍 - 藝文中心 - 商學館 - 餐廳 - 中正堂 - 校友總會 - 明光樓 - 明學樓 - 機械館 - 逢喜樓 - 明善樓 - 電子大樓 - 土環館 - 機械大樓 - 體安樓(宿舍) - 體育館 - 宗山樓 | - 設施 - 停車場 - 排球場 - 沙灘排球場 - 籃球場 - 網球場 - 大操場 - 棒球場 - 籃球場 - 街道 - 明新街 - 忠孝路 - 仁愛路 - 信義路 - 和平路 - 四維路 |

### 遠距教學

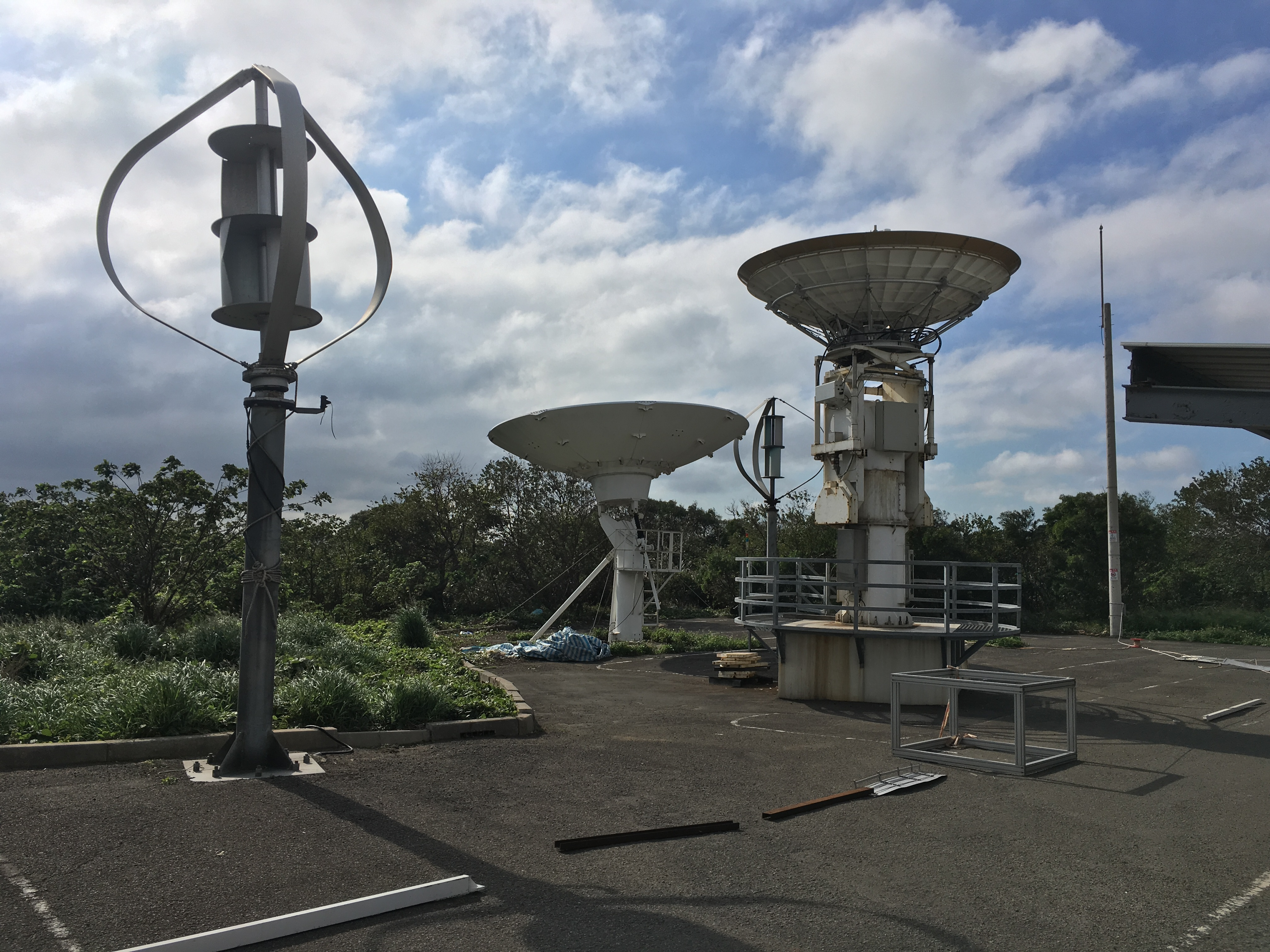
衛星接收基地站

為了使學生課後學習可不因時間、環境等情況受影響，明新科技大學於2002年啟用E-Campus之網路學習平台，由大學電子計算機中心管理，利用網路與教學之結合提升師生互動性；學生可利用網路學習平台上繳交作業、進行測驗、討論、遠距同步視訊上課、公告事項等，老師有出作業或新增公告時，學生同時收到電子郵件通知，以利幫助學生學習無受限制。
明新科技大學並於2010年啟用電子歷程檔案系統（E-Portfolio），用以分享學生在個人學術、生活、職場或一般的紀錄及心得；大學電子計算機中心每年將定期舉辦架設比賽，目前已在校園廣泛使用。

### 無線網路
明新科技大學WIFI無線網路涵蓋範圍管理學院大樓、教職員宿舍區、電算中心、明明樓、鴻超樓、 中正堂、圖書館、藝文中心、宗山樓、明光樓、明學樓、 明善樓、立緒樓 、保齡球館、操場及籃球場及室外等地區；涵蓋率達95% ，方便來提供學生使用筆電、智慧型手機及平板查詢網路資訊。

### 後山校區
因位處新豐台地邊，居高臨下且視野寬廣，後山校區主要作為國家太空中心之衛星接收基地站使用，主要接收福爾摩沙衛星五號之任務執行。
更因後山校區四周山青樹碧，擁有得天獨厚之自然景觀。白晝不僅可遠眺臺海怒濤；入夜則俯臨後山，竹塹華燈萬點，璨若繁星。為明新學子閒暇之餘必來之景點，亦是附近居民平時散步之地。

## 校內組織

### 學術單位

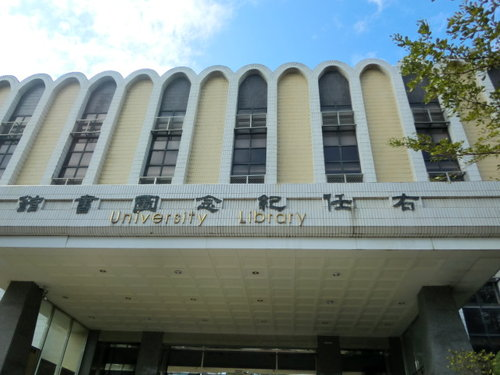
右任紀念圖書館

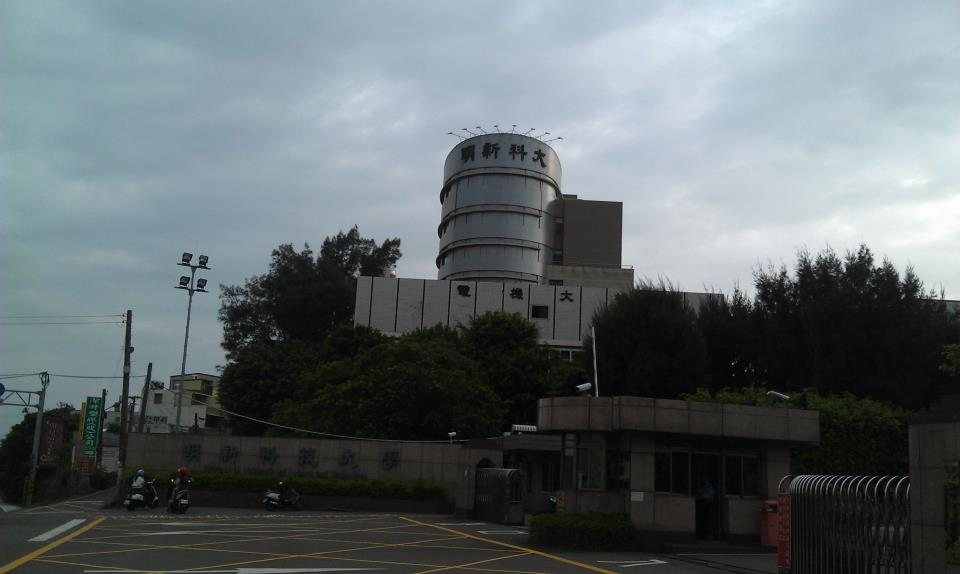
校門外之管理學院一景

| 半導體學院 | 電機工程系（所）       | 電子工程系（所）         |
| 半導體學院 | 應用材料科技系（所）   | 半導體與光電科技系（所） |
| 半導體學院 | 半導體科技博士學位學程 |                          |

| 工程學院 | 機械工程系（所） | 土木工程與環境資源管理系（所） |
| 工程學院 | 資訊工程系       | 風力發電學士學位學程           |

| 管理學院 | 工業工程與管理系（所） | 資訊管理系（所） |
| 管理學院 | 行銷與流通管理系       | 企業管理系（所） |
| 管理學院 | 財務金融系             |                  |

| 民生學院 | 旅館管理與廚藝創意系 | 幼兒保育系（所）         |
| 民生學院 | 休閒事業管理系       | 樂齡服務產業管理系（所） |
| 民生學院 | 師資培育中心         |                          |

| 人文與設計學院 | 國際商務外語系         | 運動事業管理系   |
| 人文與設計學院 | 多媒體與遊戲發展系     | 時尚造型與設計系 |
| 人文與設計學院 | 化妝品應用學士學位學程 |                  |

| 共同教育學院 | 通識教育中心 | 雙語教育中心 |

### 行政單位
| 行政相關 | 秘書處             | 圖書館     | 法務處               |
| 行政相關 | 稽核室             | 圖書資訊處 | 原住民族教育發展處   |
| 行政相關 | 大學社會責任辦公室 | 財務處     | 原住民族學生資源中心 |
| 行政相關 | 公共關係處         | 人力資源處 |                      |

| 教務處 | 教務處           | 教學發展中心 |
| 教務處 | 學生實習服務中心 | 教學品保中心 |
| 教務處 | 選才辦公室       | 教育行銷中心 |

| 學生事務處 | 學生事務處             | 諮商輔導暨職涯發展中心           |
| 學生事務處 | 諮商輔導暨職涯發展中心 | 諮商輔導暨職涯發展中心[資源教室] |
| 學生事務處 | 校安中心               | 體育室                           |

| 總務處 | 總務處 | 環境安全衛生中心 |

| 終身教育處 | 終身教育處       | 推廣教育中心               |
| 終身教育處 | 國軍人才培育中心 | 社區暨客家事務永續發展中心 |
| 終身教育處 | 社區大學         |                            |

| 國際事務處 | 國際事務處         | 國際暨兩岸教育中心 |
| 國際事務處 | 新南向暨新住民中心 | 國際專修部         |
| 國際事務處 | 外籍暨僑生輔導中心 | 華語文教學中心     |

| 研究發展處 | 研究發展處   | 校務研究中心 |
| 研究發展處 | 校務企劃中心 | 研究技術中心 |

| 產學營運處 | 產學營運處   | 產學及技術移轉中心 |
| 產學營運處 | 創新育成中心 | 校友服務中心       |

| 圖書資訊處 | 圖書資訊處 | 藝文中心 |

## 學生社團
- 自治性社團：畢業生事務委員會、學生議會、學生會
- 服務性社團：親善大使社、慈濟大專青年聯誼會、崇尚道德青年服務社、小風車志工團、電腦檢修服務社、明新資訊志工隊、卓越志工青年團、大學團隊志工聯合會、校園獅子會、聖經真理研究社、山嵐社會服務隊（永續經營）、群英服務社、春暉社、明新親善大使社
- 康樂性社團：熱門音樂社、風鈴吉他社、熱門舞蹈社、室內樂演奏社、鋼琴研習社、全場焦點木箱鼓社、嘻哈文化研究社、炫光舞藝社、太鼓社
- 學藝性社團：鐵道研究社、風崗攝影社、水筆仔廣告研習社、桌上藝術遊戲社、重型機車安全研究社、理財投資社、美顏工坊、東洋社、動畫漫畫研究社、風崗話劇社、英語會話社、廚藝研究社、命理研究社、ROTC大學儲備軍官訓練團軍事研究社 日本麻將研究社
- 體能性社團：跆拳道社、羽球社、風崗排球社、網球社、游泳社、慢壘社、田徑社、撞球社、劍道社、競技啦啦隊社、單車社、桌球社、極限運動社、氣功能量研究社、電子競技社、登山社、戰術研究社

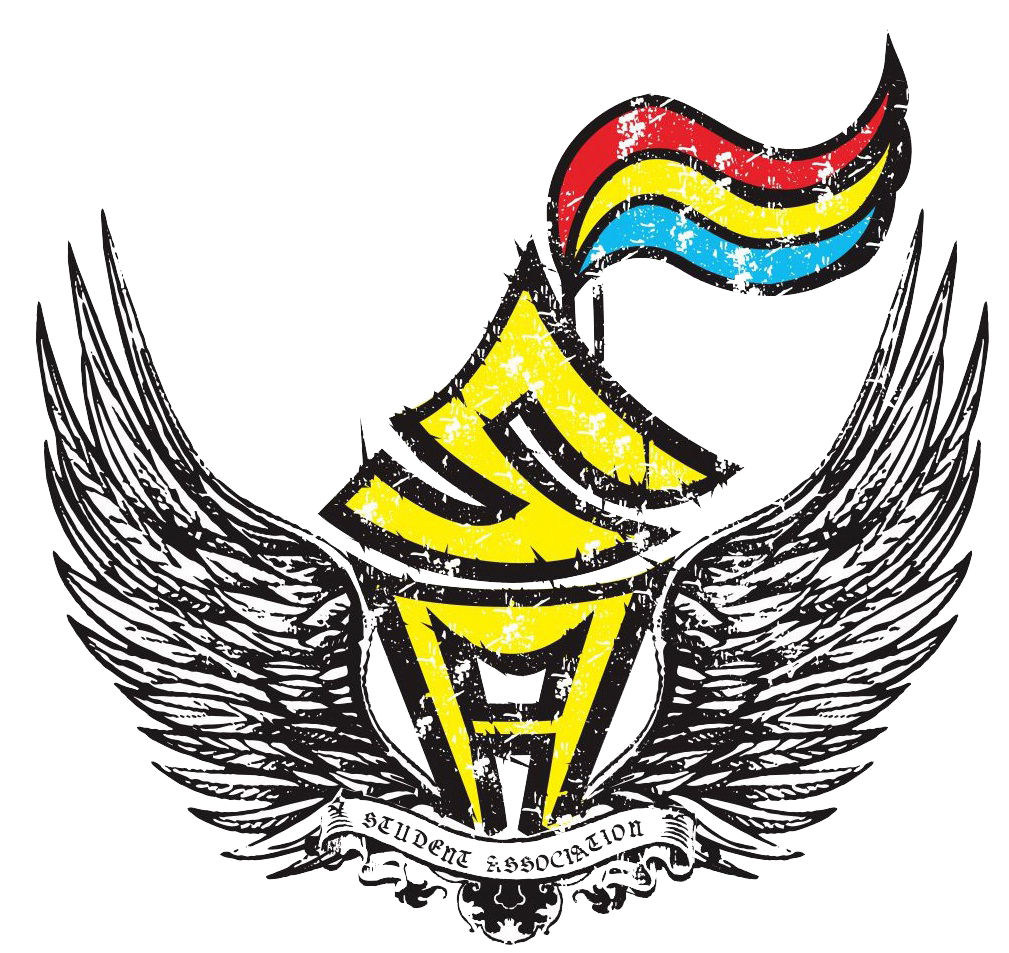
明新科技大學學生會

## 學術交流

### 國際認同
明新科技大學工學院之土木工程系、化學工程與材料科技系（所）、光電系統工程系、資訊工程系、電子工程系、機械工程系（所）、電機工程系（所）、精密機電工程研究所等八個系所通過中華工程教育學會（IEET）之工程認證。此通過IEET認證後，學生畢業後即具有IEET國際成員國及大學認同之專業核心能力。

### 兩岸交流
為促使強化兩岸文化、教育、學習與研究交流，建立與大陸各校溝通聯繫橋樑，該校特別設立「兩岸交流中心」，用以進行兩岸學術性交流合作；2010年來自延安大學學生來至明新科技大學進行研修交流，2013年來自陝西理工學院交換學生到該校進行友誼性研修交流計畫；同年7月，明新科技大學兩岸交流中心主任、工學院院長、資訊工程系主任等三人，前往福建龍岩學院奇邊學院進行交流講學，並於「校校企」聯合培養人才項目中之資訊工程專業領域，將計畫招收35名大陸學生進行來台學術交流；期間中也陸續與各省大學進行簽署學術合作協議計畫，並計劃開放招收大陸學生來台就讀，以提昇本國學子兼具宏觀與兩岸競爭力。

### 軍事合作
該校與陸軍第六軍團於2014年2月簽訂策略聯盟交流計劃，並與當地陸軍裝甲兵學校進行合作，以培養官兵之第二專長學習目的；該校提供平日夜間與假日規劃「大學部四技進修部」、「研究所在職專班」與「推廣教育學分班」等學程，針對陸軍官兵在職進修、志願士兵招募、學術交流、技術研發，以及就業輔導密切合作。促使陸軍官兵透過此計劃來培養第二專長之學習管道。同月24日，為了配合國防部開放國軍士官兵進修政策下，該校與空軍二聯隊(前499聯隊)進行產學交流與締結教學策略聯盟，結盟後，由該校工學院機械、資工、材料等領域，進行雙方學術交流、技術研發之計劃，已達至產學能量之目的。

### 姐妹學校
明新科技大學與全球以及兩岸多所大學院校締結姐妹校合約，名稱如下：

歐洲
- 法國
  - 尼斯大學
  - 巴黎高等電子學院等

亞洲
- 中国大陆
  - 西南財經大學
  - 西安工業大學
  - 仰恩大學
  - 浙江理工大學
  - 西安工業大學北方信息工業學院
  - 陝西理工學院
  - 龍岩學院
  - 貴州電子信息職業技術學院
  - 江蘇信息職業技術學院
  - 南京交通職業技術學院等

- 日本
  - 亞細亞大學
  - 神戶國際大學
  - 西日本工業大學等

- - 光雲大學
  - 翰林大學
  - 首爾藝術大學
  - 漢門專門學校（英语：Seoul Technical College）
  - 韓國烏山大學（英语：Osan College）
  - 漢城數碼大學（英语：Hansung Digital University）
  - 舟城大學（英语：Juseong University）
  - 高句麗大學（英语：Koguryeo College）
  - 中源大學校（英语：Jungwon University）
  - 仁德大學（英语：Induk Institute of Technology）
  - 斗源工科大學
  - 草堂大學
  - 明信大學校（英语：Myungsin University）
  - 松谷大學校（朝鲜语：송곡대학교）

- 马来西亚
  - 新紀元學院

- 越南
  - 河內開放大學
  - 芳東大學
  - 昆嵩大學峴港校區
  - 對外經貿大學
  - 峴港大學
  - 順化大學
  - 河內工業大學（英语：Hanoi University of Industry）
  - 河內科技大學
  - 河內國家大學
  - 越南外贸大学
  - 胡志明市工業大學（英语：Ho Chi Minh City University of Industry）
  - 峴港科技大學（英语：Danang University of Technology）

- 菲律賓
  - 比立勤國立大學
  - 埃米利奧·阿奎納多學院（英语：Emilio Aguinaldo College）
  - 亞當森大學
  - 娜迦基礎學院（英语：Naga College Foundation）等

- 印度
  - KIIT 大學（英语：KIIT_University）等

- 泰國
  - 斯巴頓大學（英语：Sripatum University）
  - Thai-Taiwan(BDI) Technological College
  - Saimitsukesa Technology College

- 印度尼西亞
  - 帕庫安大學（英语：Pakuan University）

美洲
- 美国
  - 傑克遜州立大學（英语：Jackson State University）
  - 加州州立大學富勒頓分校
  - 加州矽谷大學
  - 明州西南州立大學等

### 策略聯盟
以下為明新科技大學與國、高中策略聯盟合作學校之列表如下:
高中
- 桃園地區
  - 大興高中、方曙商工、治平高中、楊梅高中

- 新竹地區
  - 世界高中、光復高中、新竹高商、磐石高中、曙光女中
  - 內思高工、東泰高中、湖口高中、義民高中、關西高中

- 苗栗地區
  - 大成高中、中興商工、竹南高中、興華高中

國中責任區
- 實驗附中、建功國中、光復附中、新科國中、矽谷國中
- 光華國中、南華國中、博愛國中、照門國中、尖石國中

## 學術評價

### 國際學術評價
- 中東技術大學：大學學術表現排名世界第1901名，全國第62名

由中東技術大學資訊研究所公佈大學學術表現排名中心(英文: University Ranking by Academic Performance)統計前2000名，基於通過學術出版物量和數量決定的學業表現，為世界大學排名系統。2000年進行高等教育機構排名計畫，於2010年進行世界與國內排名公佈。明新科技大學最近為2012年至2013年世界第1901名，全國第62名。
| 年度     | 2012-2013 | 2011-2012 | 2010-2011 |
| -------- | --------- | --------- | --------- |
| 世界排名 | 1901      | 1891      | 1886      |
| 臺灣地區 | 62        | 62        | 55        |

- Webometrics Ranking：網路學術影響力排名世界第3442名，全國第83名

依據西班牙世界大學網路排名2016年網路計量研究中心所公布的「世界大學網路排名」，2016年排名世界前12000強中排名第2539名，為全國第74名。
| 年度     | 2016 | 2015 | 2014 | 2013 | 2012 | 2011 | 2010 | 2009 | 2008 |
| -------- | ---- | ---- | ---- | ---- | ---- | ---- | ---- | ---- | ---- |
| 世界排名 | 2539 | 3442 | 4393 | 6280 | 5529 | 1839 | 1400 | 1889 | 2235 |
| 臺灣地區 | 74   | 83   | 107  | 111  | 112  | 69   | 38   | 78   | 67   |

## 社會服務
2011年明新科技大學山嵐社會服務隊於元月，在苗栗縣泰安鄉清安國小舉辦「星空閃爍‧新希望」天文知識營。目的為教導小學生對星空的知識，也從中學習此活動最終要傳達「珍惜當下所擁有」之理念。小風車志工團於7月，出團前往泰國關懷泰北戒毒村社區，並在當地學童設計一系列生命教育與華語文課輔活動；夏季前往尼泊爾及馬來西亞華僑學校進行訪視關懷。志工們在自己大學發起「十四榖米」募款義賣、籌募旅費，獲得大學師生熱情贊助。同年，群英服務社辦理100年度教育優先區寒假中小學營隊，於新竹縣文山國小舉行「風崗群英數位資訊營」，將以所學專業技能，教導國小學生利用電腦製作簡單的FLASH動畫及圖片製作，使學生過個充實又有趣的寒假。
2013年明新科技大學國際志工團與馬來西亞國際志工隊以《再續前緣、溫馨保佛》合作計劃，服務亦涵蓋東馬沙巴保佛、崇正及砂拉越公民等三所中學；拜訪馬來西亞保佛中學，主要除了服務舞蹈與華文敎學外，更加入了電腦課程，促使延續中華文化之精神與內涵素養。透過明新科大學生之專業素養下，提供當地之僑校師生更多元化協助，深受到保佛中學校長熱烈歡迎與大力支持。

## 關連條目
- 臺灣大專院校列表
- 四技二專統一入學測驗
- 科技大學
- 技術學院

## 歷年日間部師生比及新生註冊率
- 112學年度日間部學生人數6482	，專任老師人數292，日間部師生比22.2（學生數/老師數）。

- 112學年度新生註冊率76.81%。
- 113學年度新生註冊率76.44%。

## 註解
1. ↑  王宗山先生、郝立緒先生、李鴻超先生、張體安先生、張逢喜先生五位元老，共同創辦

## 外部連結
- 明新科技大學 （页面存档备份，存于）

1. ↑  .   [2023-01-14]. （原始内容存档于2023-01-01）.
2. ↑  教育部新生(含境外生)註冊率-以「校」統計
 （页面存档备份，存于）